# Cœur (axe)
Pour les articles homonymes, voir Cœur (homonymie).

Coenenchyme des gorgonacea and pennatulacea.

Le cœur est le nom de la partie centrale de l'axe chez les gorgonacea et les pennatulacea.

## Description anatomique
Il est composé de gorgonine au sein duquel on peut parfois retrouver de la matière calcaire.